# Иван Боров
Иван Христов Боров е чехлар и кундурджия, опълченец в Руско-турската война от 1877 – 1878 г.

## Биография
Роден е през 1853 г. в Габрово. По-късно живее в Русе. Взема участие в Руско-турската война от 1877 – 1878 г. като опълченец в Десета дружина. На 24 септември 2020 г., по повод 160-годишнината от обявяването на Габрово за град, е обявен за почетен гражданин на града.